# Vezza d’Alba
Vezza d’Alba – miejscowość i gmina we Włoszech, w regionie Piemont, w prowincji Cuneo.
Według danych na rok 2004 gminę zamieszkiwały 2073 osoby, 148,1 os./km².